# Booko
Booko est une localité située au nord-ouest de la Côte d'Ivoire, dans le Département de Koro et dans la Région du Bafing. La localité de Booko est un chef-lieu de commune. La langue parlée dans la localité de Booko est le Baralaka. L'activité principale est l'agriculture, surtout la culture d'igname. 